# Otoites
Otoites – rodzaj głowonogów z wymarłej podgromady amonitów, z rzędu Ammonitida.
Żył w epoce środkowej jury (bajos).